# ダベンポート・ロコモティブ・ワークス

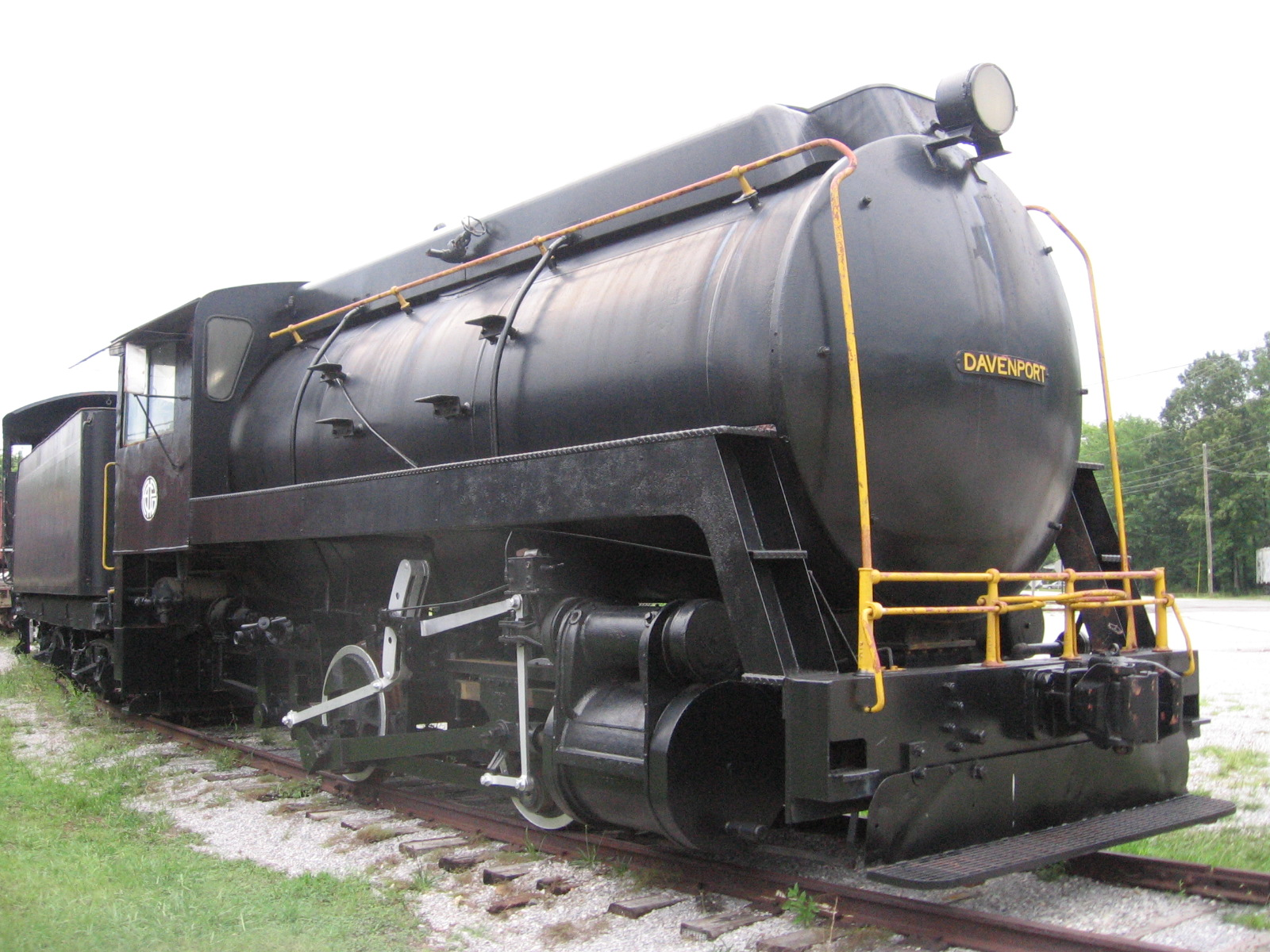
アラバマ・パワー社に納入された、1953年製の無火機関車

ダベンポート・ロコモティブ・ワークス(Davenport Locomotive Works)は、アメリカ合衆国アイオワ州のダベンポートにあった機関車メーカーである。

## 沿革
この会社は1900年に創設され、1902年から1956年まで機関車を製造した。 1950年にH.K.ポーターから機関車事業を譲り受け、ポーターのデザインした機関車の製造を行った。1955年には、カナダのベセラー社を買収して重機械、大型構造物の製造に転換した。
初期は小形蒸気機関車を製造していたが、1924年にガソリン機関車を、1927年に30トンの電気式ディーゼル機関車をインディアナ州ブーンビルのノーザン・イリノイ石炭会社向けに製造した。この会社の製品は、部品の規格化が進んでおり、どの製品をとっても類似性が高かった。
あらゆるサイズの産業用ディーゼル機関車の製造を広範に行い、機械式動力伝達装置式や電気式を小形機関車に採用した。ほとんどは産業用に使用されたが、当時の連合規則で許された最大のものである1人で運転できる44トン級機関車がよく購入された。鉄道事業者のユーザーとしては、ロック・アイランド鉄道、ミルウォーキー鉄道、アッチソン・トピカ・アンド・サンタフェ鉄道、セントルイス・サンフランシスコ鉄道、ミズーリ・パシフィック鉄道などが含まれていた。1963年にその規則は緩和され、鉄道事業者も軽入換用として産業用サイズの機関車を購入できるようになった。
ダベンポートは、アメリカ陸軍に対して、第一次世界大戦時の塹壕鉄道用や、第二次世界大戦時のUSATC S100クラス（車軸配置0-6-0）、そして1950年代には18両のより大形の入換機を供給、デンバー・アンド・リオグランデ・ウェスタン鉄道の後期に運用された二つの軌間（広軌（5フィート6インチ・1,676mm）と狭軌）に対応する機関車を製造している。

## 日本との関わり
日本へは、1915年から1921年の間に十数両が輸入されたにすぎない。第一次世界大戦の影響でドイツ製品が入手できなくなったその間隙を狙った形であったが、短期間で収束してしまった。国有鉄道と関わりがあったのは、上越線の建設工事に使用された軽便タイプのガソリン機関車だけである。しかし、どれも個性の強いものが多く、信濃鉄道などに導入された二軸ボギー式の従台車を持つ「フォーニ」タイプ蒸気機関車は、新製機としてはダベンポートのもののみである。
「フォーニ」については短命に終わったものの、小湊鉄道3から日本鋼管鶴見製鉄所11になったものや、江若鉄道から磐城セメント小倉工場に渡って2となったものなどは、1960年代後半まで長命を保った。